# Once más uno
Once más uno (título original: A Minor Miracle) es un telefilme estadounidense para familia de 1983 de Terrell Tannen, protagonizada por Peter Fox, John Huston y Pelé y que está basada en una verdadera historia. Fue la última intervención de John Huston como actor.

## Argumento
Padre Reilly es enviado a un orfanato para niños en San Diego erigido en mal lugar y decaído, que está dirigido por el enfermo Padre Cadenas, el cual la ciudad quiere cerrar con la aprobación de la iglesia, para convencerle en aceptarlo. Es un trabajo que no le gusta, ya que tiene otros planes, pero acepta. Para evitar el cierre Padre Cadenas, un experto en fútbol, quiere organizar un partido de fútbol entre los órfanos, que tienen 10 años de edad, con un equipo de fútbol del bachillerato, en la que Pelé aparecerá, para, con la publicidad, conseguir el dinero para salvar el orfanato. Él sabe que Pelé aparecerá, porque le enseñó el fútbol, cuando estuvo en Brasil durante 20 años como misionero antes de ocuparse del orfanato y le debe por ello mucho.
Sin embargo el padre se enferma de forma moribunda y surgen también problemas imprevistos. Adicionalmente el funcionario público Dickens, el cual es responsable de cerrar el sitio, es corrupto y trabaja para el magnate inmobiliario Bright que quiere el orfanato para construir un edificio en su lugar. Como tal hace todo para que eso no ocurra hasta el punto de amenazar para que los planes del padre no funcionen. Sin embargo Pelé aparece, la amenaza y el saboteo de Dickens salen a la luz con la ayuda del Padre Reilly, que se entera de todo y enfurecido se encarga de ello con la ayuda de Janet, que es otra funcionaria pública, y Cooper, un reportero, lo que causa un alboroto, y por ello el juego es organizado a pesar de todo.
Los chicos, con ayuda de Pelé, consiguen ganarlos 4 a 3 y Dickens es despedido por Kimball, el alcalde de San Diego. Se consigue el dinero para el orfanato con el partido. la apariencia de Pelé y con la ayuda del alcalde que lo hace para aplacar los ánimos causados por el escándalo, pero el Padre Cadenas muere justo después de los acontecimientos, lo que entristece mucho a Pelé. Finalmente el Padre Reilly, motivado por Pelé, ocupa su lugar y además todos, con la ayuda de Pelé, son trasladados en 1978 a un orfanato mejor situado en la costa del océano Pacífico, construido expresamente para ellos y edificado también en memoria del Padre Cadenas, donde el Padre Reilly se ocupa desde entonces de ellos.

## Reparto
- Peter Fox - Padre Reilly
- John Huston - Padre Cadenas
- Pelé - Pelé
- Lisa Wills - Janet
- David Ruprecht - Dickens
- Mark Schneider - Cooper
- F. William Parker - Kimball
- Dick Grant - Bright

## Recepción
En el presente la película ha sido valorada por usuarios del portal de información cinematográfica IMDb. Allí recibió con 116 votos registrados una media ponderada de 5,2 sobre 10. También ha sido valorada por 4 usuarios en el portal de información RottenTomatoes, donde obtuvo una valoración de 2,3 de 5.